# Háborús regény

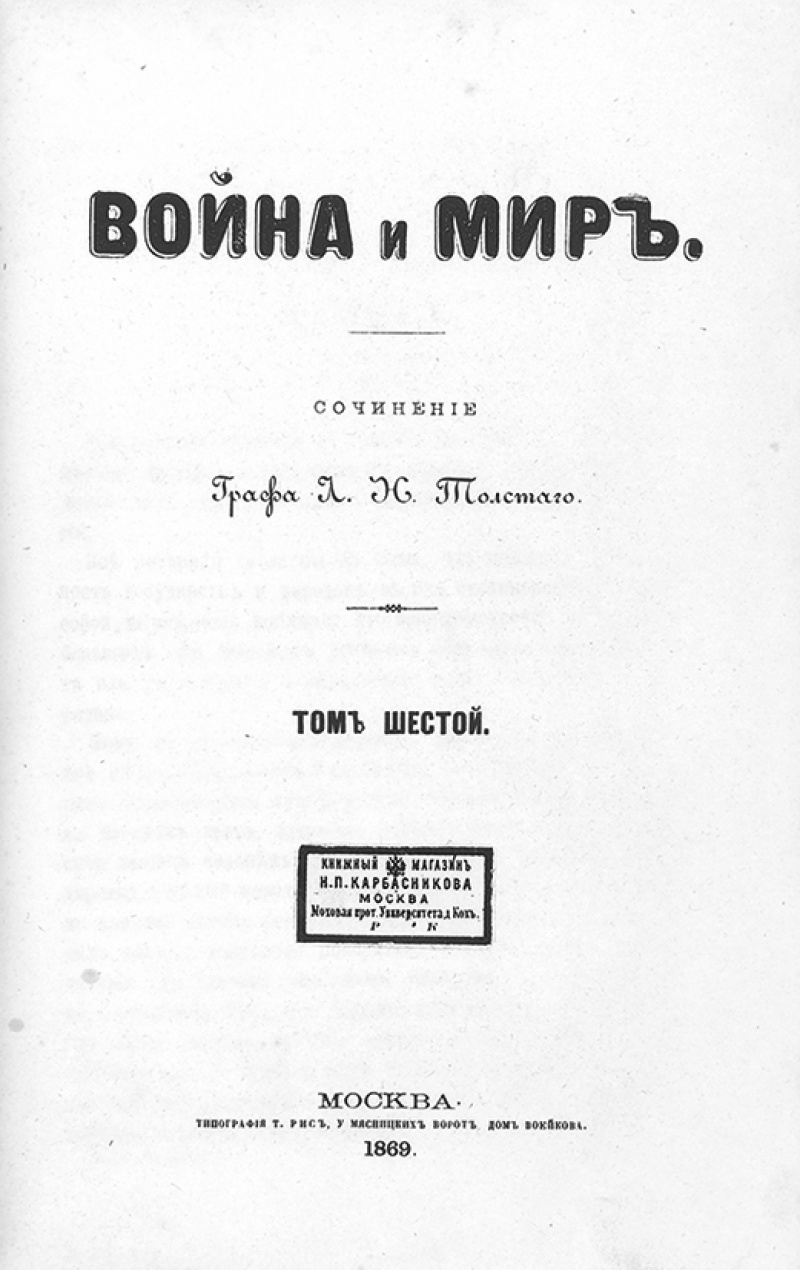
Lev Tolsztoj Háború és béke című regénye az egyik legismertebb háborús regény

A háborús regény olyan regény, amelynek elsődleges cselekménye háborúban zajlik: vagy a harctéren, a fegyveres összecsapás színhelyén vagy pedig a hátországban, ahol a szereplők a háborúra való felkészüléssel, annak hatásaival foglalkoznak.

## Eredete
A háborús regények ősei a klasszikus ókor nagy irodalmi alkotásai, mint Homérosz Iliasza, vagy Vergilius Aeneise. A középkorban az óangol Beowulf, illetve az Artúr király és a kerekasztal lovagjai köré fűződő mondakör tekinthető még a háborús regények őseinek. Ezek az alkotások arra törekedtek, hogy a fegyveres konfliktusok történetét vagy mitológiáját megőrizzék, ezzel is hozzájárulva egy nép kollektív emlékezetéhez. A háborús regények elődeinek tekinthetők az olyan neves drámaírók munkái, mint Euripidész, Lucius Annaeus Seneca, Christopher Marlowe és Shakespeare. Shakespeare V. Henrik című drámája szinte példaképe annak, hogyan lehet a háború történetét, stratégiáját, taktikáját, etikáját egy lényegében fiktív történeti keretben kombinálni.
A modern háborús regények fejlődését befolyásolta még Miguel de Cervantes regénye, a Don Quijote, amelyben megtalálhatók a katonás hősiesség és butaság elemei.
A modern prózai regény 17. századbeli elterjedésével a háborús regény műfaja is kezdett kialakulni, bár az első alkotások általában inkább szatirikus jellegűek voltak, a bennük ábrázol katonák részeges, komikus alakok voltak. A korra jellemző Hans Jakob Christoffel von Grimmelshausen önéletrajzi ihletésű regénye, a Simplicissimus, amely a harmincéves háború eseményeit írta le.

## Háborús regények a 19. században
A 19. század nagy fegyveres konfliktusai nagymértékben hozzájárultak a háborús regények elterjedéséhez, olyan remekművek születtek ebben az időszakban, mint Stendhaltól A pármai kolostor, amelyben a cselekmény része a waterlooi csata; Tolsztoj Háború és béke című regénye, amely a napóleoni háborúkat ábrázolta Oroszországban; vagy az amerikai Stephen Crane A bátorság vörös kokárdája című regénye, amely az amerikai polgárháború idején játszódik. Ezek a regények már realisztikusan ábrázolták a háborút, a csatákat, a háború során elkövetett atrocitásokat, illetve feltárták a hősiesség, a gyávaság, a lovagiasság és általában a háborús moralitás kérdéseit.
A 19. századi háborús regények egyik alfaját jelentették az észak-amerikai telepesek és az őslakosok közötti összecsapásokat (jórészt egyoldalúan) ábrázoló művek, mint például James Fenimore Cooper és John Richardson őrnagy regényei. A század végén, a 20. század elején Ralph Connor, G. A. Henty és Rudyard Kipling heroikus, hazafias hangnemben írtak a háborúról, kifejezettek romantikus vagy imperialista szemszögből vizsgálva a háború okait, lefolyását. Ezt a hangnemet azonban a 20. századra jellemző modern hadviselés borzalmai miatt nem lehetett továbbvinni.

## Első világháborús regények
Az első világháború alatt és után – részben a harcokban részt vevő katonák különösen nagy száma, részben a háború eddig soha nem ismert borzalmai miatt – addig soha nem látott számban láttak napvilágot a háborús regények, mind az antant, mind a központi hatalmak országaiban. Az egyik legelső és legnagyobb hatású az 1916-os francia A tűz (Le Feu), a háborúban sorkatonaként szolgáló francia író, Henri Barbusse műve. Barbusse nyíltan merte kritizálni a nacionalista politikai dogmákat és a politikai-katonai vezetés hozzá nem értését. Hatásának köszönhető a háborúellenes mozgalom, amely a világháború befejezése után kapott szárnyra.
Hasonlóan jelentős alkotás volt Ernst Jünger háborús naplója, az In Stahlgewittern („Acélviharban)”. Jünger, aki önként jelentkezett és a nyugati fronton véghez vitt tettei révén megkapta a legmagasabb porosz katonai kitüntetést, a bátor háborús hős szemszögéből írta le az eseményeket.
Az 1920-as évek vége felé a háborús regények egyre növekvő számban jelentek meg, mert az egykori katonák végre fel tudták dolgozni élményeiket és nyíltan ki tudták magukból írni azokat. Szintén a német hadsereg katonája volt Erich Maria Remarque, aki Jüngerrel szemben a háború borzalmait jelenítette meg a Nyugaton a helyzet változatlan c. regényében. Az otthon maradottak vagy a visszatérők is szerepeltek a regényekben: Rebecca West The Return of the Soldier c. regénye a frontról visszatérő, a harcok következményeként sokktól szenvedő katona nehézségeit írja el, amíg megpróbál elhelyezkedni a polgári életben. A francia Romain Rolland Clérambault c. regényének főszereplője a fiát elvesztett apa, aki a francia militarizmus ellen lázad. Az első világháborúról szóló, aránylag kis számú amerikai háborús regények egyik képviselője John Dos Passos Három katona c. regénye (1921), amely szintén az író saját élményeiből fakad.
A világháború után kezdtek megjelenni azok a modern regények, amelyek nem tartoznak a háborús regény kategóriájába, mert nem elsősorban a háborúval foglalkoztak. Azonban a szereplők azokat a pszichológiai traumákat, sokkot, elidegenedést próbálják feldolgozni, amelyek közvetlenül a háborús élményeikből fakadnak. Erre példa Remarque két regénye, a Győztesek és legyőzöttek (eredeti címe Der Weg zurück, 1931) és a Három bajtárs (Drei Kameraden, 1937). Virginia Woolf Mrs. Dalloway (1925) cvímű regényében egy fiatal veterán, Septimus Warren Smith, az egyik mellékszereplő, aki végül megőrül és öngyilkosságot követ el.
Remarque regénye, a Nyugaton a helyzet változatlan, világsikert ért el a lövészárok-hadviselés borzalmainak nyílt és realisztikus ábrázolásával. Hasonlóan realisztikus, bár kevésbé ismert volt Stratis Myrivilis (igazi neve Efstratios Stamatopoulos), aki 1923-1924-ben folytatásokban jelentette meg a Life in the Tomb című regényét (1930-ban jelent meg egy kötetben a könyv). 1929-ben jelent meg az amerikai Ernest Hemingway Búcsú a fegyverektől című regénye, William March-tól a Company K, Richard Aldington-tól a Death of a Hero, Arnold Zweig-től a Grisa őrmester és Charles Yale Harrison-tól a Generals Die in Bed – az egyik legkeserűbb hangvételű háborús regény.
Az 1930-as években továbbra is születtek háborús regények, de ekkor egy másik irányzat is megjelent: a korábbi fegyveres konfliktusokat feldolgozó modern regények műfaja. 1936-ban jelent meg Margaret Mitchell nagy sikerű regénye, az Elfújta a szél, amely az amerikai polgárháború alatt játszódik. A 20. század végén, a 21. század elején még mindig nem szűnt meg az írók érdeklődése a nagy háború iránt, amit Pat Barker trilógiája (Felépülés, The Eye in the Door, Ghost Road) és a kanadai Michael Goodspeed regénye, a Three to a Leaf is illusztrál.

## Második világháborús regények
A második világháború természetesen nagy lökést adott a háborús regény műfajának. Ellentétben az első világháborúval, amikor a harcoló felek részvételét tükrözve a műfajt európai szerzők uralták, a második világháborús regények nagy részét amerikai szerzők alkották. A legsikeresebbek ezek közül Herman Wouk Zendülés a Caine hadihajón (The Caine Mutiny), James Jones Most és mindörökké (From Here to Eternity), illetve Hemingway Akiért a harang szól (For Whom the Bell Tolls) regénye, bár utóbbi a spanyol polgárháború alatt játszódik. A nem-amerikai szerzők közül kiemelkedik Pierre Boulle Híd a Kwai folyón (Le Pont de la rivière Kwaï) regénye. Boulle titkosügynökként szolgált a háború alatt (fedőneve Peter John Rule volt) és elsősorban a kínai, burmai és indokínai ellenállási mozgalmakkal dolgozott. Említésre méltó még Joseph Heller szatirikus regénye, a A 22-es csapdája (Catch-22), illetve Thomas Pynchon korai posztmodernista regénye, a Súlyszivárvány (Gravity's Rainbow). Norman Mailer Meztelenek és holtak (The Naked and the Dead), Irwin Shaw Oroszlánkölykök (The Young Lions), William Woodruff Vessel of Sadness és James Jones Az őrület határán (The Thin Red Line) című regényei mind a háború személyes valóságát mutatják be.
A háborút követően megjelentek a háborús regények műfajával rokon alkotások, ezek közül egyik a Holokauszt-regény, ahova A.M. Klein The Second Scroll, Primo Levi If This is a Man and If Not Now, When? és William Styron Sophie's Choice című regényeit lehet sorolni.
Egy hasonló műfaj a háború alatt a polgári lakosság megpróbáltatásait, nélkülözéseit, vagy éppen meghurcoltatását ábrázoló regény, mint pl. Szolzsenyicin Ivan Gyenyiszovics egy napja (Один день Ивана Денисовича) vagy Joy Kogawa Obasan című regénye.
A második világháború után röviddel kitört a koreai háború (1950–1953). Ezen a hadszíntéren játszódik Richard Hooker regénye, a MASH, amely három amerikai orvos komikus mindennapjait mutatja be (a regényből nagy sikerű sorozat is készült). A koreai háború adja a hátteret a kanadai Herbert Fairlie Wood The Private War of Jacket Coates című regényéhez, amely szintén komikus formában mutatta be a háborút (Wood egyébként 1966-ban megírta a kanadai hadsereg hivatalos történetét Koreában.

### Vietnám és utána
A második világháború után a regényírók figyelmét leginkább a vietnámi háború keltette fel. Graham Greene regénye, A csendes amerikai (The Quiet American) volt az első kísérlet a háború okainak feltárására, a francia kolonializmus utolsó éveinek bemutatásával. Tim O’Brien The Things They Carried címmel írt novellákat a háborúról (1990), korábban pedig A katona legszebb álma (Going After Cacciato, 1979) című regényével elnyerte a Nemzeti Könyvdíjat is.
A vietnámi háború után a háborús regények első nagy megjelenési hulláma az 1970-es és az 1980-as évek fordulójára tehető, ezek hangvétele általában személyes, nem volt hősies vagy hazafias. Michael Herr Dispatches (1977) című irodalmi riportázsa a haditudósító szemszögéből, az új zsurnalizmus eszközeivel mutatja be a háborúnak a sorozottakra tett hatását. Számos amerikai veterán is írt könyvet a háborúban szerzett élményeiről, például Daniel Lang Casualties of War című könyve, amely később az alapot adta a A háború áldozatai című filmhez, illetve Ron Kovic Born on the Fourth of July című önéletrajzi írásából készített filmet Oliver Stone Született július 4-én címmel.
A háborút a másik oldalról bemutató alkotások közül kiemelkedik a The Sorrow of War, Bao Ninh regénye.
A vietnámi háború után már nem voltak olyan konfliktusok, amelyek jelentőségükben megközelíthették volna a két világháborút, ezért a háborús regények hangvétele is megváltozott, inkább a háborúk emlékezetét, vagy annak változásait igyekeztek bemutatni, mint pl. Pat Barker brit író, aki a Regeneration trilógiában az I. világháborút mutatja be modern nézőpontból, vagy Ian McEwan regényei, a Black Dogs és az Atonement, amelyek a második világháborút mutatják be hasonló nézőpontból (utóbbi regényből film is készült, magyarul Vágy és vezeklés címmel jelent meg).
A modern háborús regények között felbukkantak azok, amelyek az akcióra, az izgalmakra és a cselekményre helyezik a hangsúlyt, mint pl. Tom Clancy művei (pl. a Vadászat a Vörös Októberre, amely meglehetősen pontosan mutatja be a tengeralattjárók működését, vagy a tengeralattjáró-elleni harc mozzanatait).
A 2001. szeptember 11-ei terrortámadások után olyan irodalmi alkotások születtek, amelyek napjaink eseményeit, az iraki vagy afganisztáni háború eseményeit, vagy éppen elképzelt terrorcselekményeket mutatnak be. Az egyik ilyen Chris Cleave Incendiary című regénye 2005-ből, amely mintegy előrevetítette a 2005-ös londoni terrortámadásokat és ezért megjelenése után nagy figyelmet kapott a sajtóban.

## További jelentős háborús regények
- Michael Shaara – The Killer Angels (amerikai polgárháború)
- Margaret Mitchell – Elfújta a szél (amerikai polgárháború)
- Jeff Shaara – The Rising Tide (második világháború)
- Martin Amis – Time's Arrow – Holokauszt)
- David Bergen – The Time In Between (vietnámi háború)
- Elias Canetti – Auto da Fe (első világháború)
- James Chapman – Glass (Pray the Electrons Back to Sand) (Öbölháború)
- Charles Sheehan-Miles – Prayer at Rumayla: A Novel of the Gulf War (Öbölháború)
- Hugo Claus – Sorrow of Belgium (első világháború)
- Stuart Cloete – Rags of Glory (dél-afrikai háború)
- F. M. Cutlack – Breaker Morant (dél-afrikai háború)
- E. L. Doctorow – The March (amerikai polgárháború)
- William Faulkner – Soldiers' Pay (első világháború)
- Sebastian Faulks – Birdsong (első világháború)
- Frederic Manning – Her Privates We (első világháború)
- Timothy Findley – The Wars, Famous Last Words (első világháború)
- Ford Madox Ford – Parade's End (első világháború)
- Charles Frazier – Cold Mountain (amerikai polgárháború)
- Robert Graves – Én, Claudius és folytatása: Claudius, az isten (ókori Róma)
- Gustav Hasford – The Short-Timers, The Phantom Blooper (vietnámi háború)
- Walter Dean Myers – Fallen Angels (vietnámi háború)
- Frances Itani – Deafening (első világháború)
- Ha Jin – War Trash (koreai háború)
- Thomas Keneally – Schindler listája (Holokauszt)
- William Woodruff – Vessel of Sadness (második világháború)
- D. H. Lawrence – Kangaroo (első világháború)
- Robert Ludlum – A Bourne-rejtély és folytatásai (hidegháború)
- Emilio Lussu – Sardinian Brigade (első világháború)
- Józef Mackiewicz – The Road to Nowhere (második világháború)
- Colin McDougall – Execution (második világháború)
- Borisz Leonyidovics Paszternak – Zsivago doktor (bolsevik forradalom)
- Siegfried Sassoon – Memoirs of an Infantry Officer (első világháború)
- Henryk Sienkiewicz – The Trilogy (lengyel történelem)
- Kurt Vonnegut – Az ötös számú vágóhíd – (második világháború)
- Phil Ward – Those Who Dare (második világháború)
- Evelyn Waugh – Sword of Honour (második világháború)
- J. G. Ballard – Empire of the Sun (második világháború)
- Leon Uris – Battle Cry (második világháború és holokauszt)
- Lothar-Guenther Buchheim – Das Boot (második világháború)
- Dalton Trumbo – Johnny háborúja (első világháború)
- James Michener – The Bridges at Toko-Ri (koreai háború)
- Alan Pearce – Dunkirk Spirit (második világháború)

## Fordítás
- Ez a szócikk részben vagy egészben  a   War novel című angol Wikipédia-szócikk fordításán alapul.  Az eredeti cikk szerkesztőit annak laptörténete sorolja fel. Ez a jelzés csupán a megfogalmazás eredetét és a szerzői jogokat jelzi, nem szolgál a cikkben szereplő információk forrásmegjelöléseként.